# AZC Alphen
El Alphense Zwem Club o AZC Alphen es un club holandés de natación y waterpolo con sede en la ciudad de Alphen aan den Rijn.

## Historia
El club fue fundado el 17 de marzo de 1926.
En waterpolo, AZC fue durante años el principal equipo de los Países Bajos y es la única asociación de origen holandés que varias veces ha estado en la final de la Copa de Europa masculina, perdiéndola frente al italiano Pro Recco y al CN Catalunya de España.

## Palmarés
- 15 veces campeón de la Liga de los Países Bajos de waterpolo masculino (1977, 1978, 1979, 1981, 1983, 1984, 1985, 1987, 1988, 1989, 2000, 2001, 2002, 2003, 2004)
- 18 veces campeón de la Copa KNZB de waterpolo masculino (1978, 1979, 1981, 1982, 1983, 1984, 1985, 1986, 1987, 1988, 1990, 1991, 1993, 1994, 1999, 2000, 2002, 2004)